# Alang
Pour les articles homonymes, voir Alang (homonymie).
Alang est une ville côtière de l’État du Gujarat en Inde. Elle est surtout connue pour ses chantiers de démolition navale.

## Géographie
Bordée par l'océan Indien, Bhavnagar est située dans la péninsule de Kâthiâwar.

## Économie
On trouve dans la baie d'Alang (ou golfe de Cambay) la plus grande concentration de chantiers navals du monde, l'Alang Ship Recycling Yard (plus de cent cinquante chantiers différents sur plus de dix kilomètres de côte, à 50 kilomètres au sud-est de Bhavnagar) spécialisés notamment dans le démantèlement des navires.

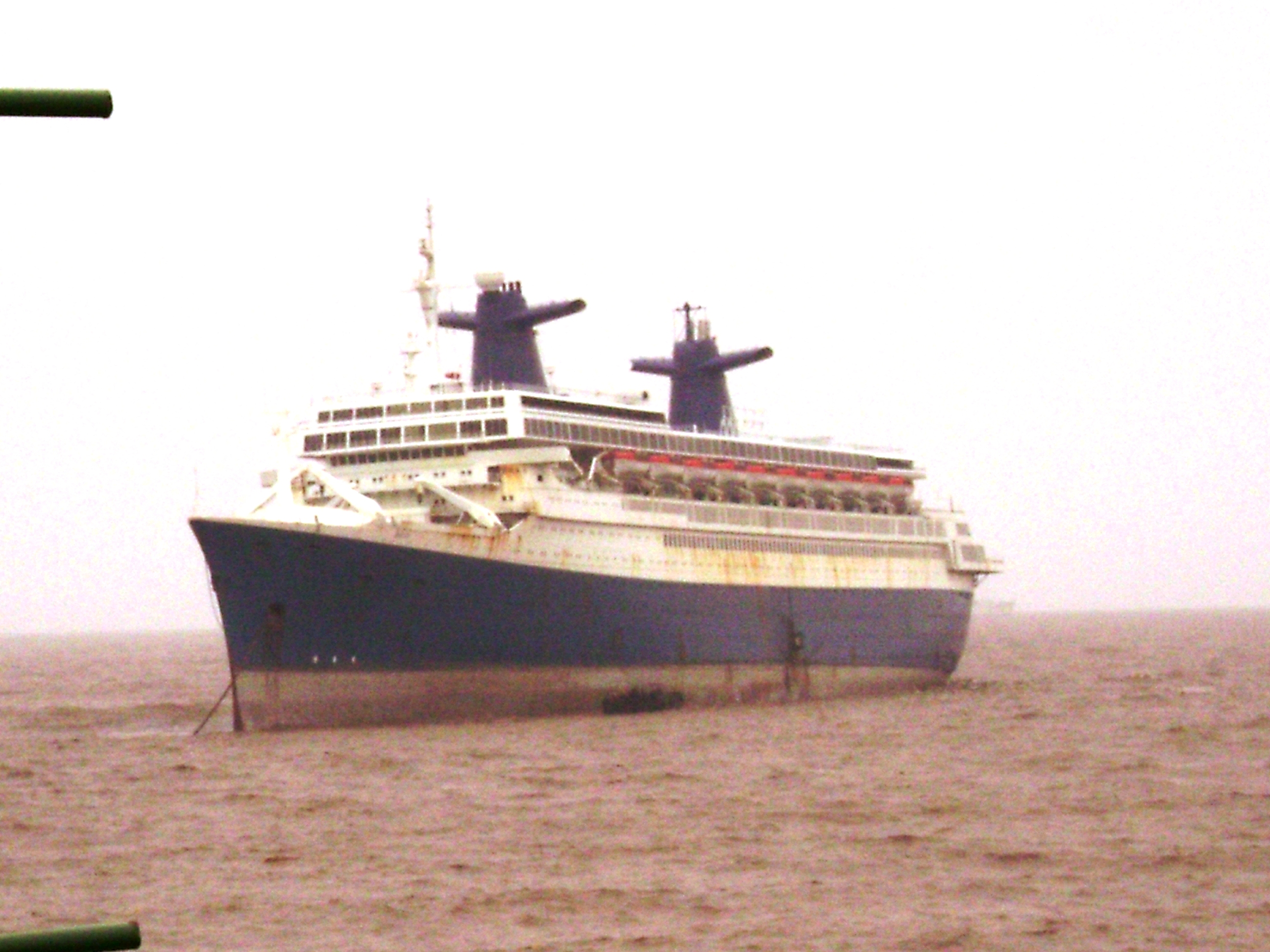
Le paquebot Blue Lady à Alang en 2007.

Les chantiers navals d’Alang « recyclent » environ 50 % des navires démantelés dans le monde, dont :
- le navire de croisière Amerikanis en 2001
- le navire de croisière Big Red Boat III en 2003
- le navire de croisière Apollo en 2003
- le navire de croisière Genoa en 2004
- le navire de croisière Sea Discovery en 2005
- le navire de croisière Blue Lady en 2007
- le navire de croisière Topaz en 2008
- le pétrolier Mont en 2010
- le navire de croisière Cora en 2014

Au début des années 2000, les commandes ont décliné, les commanditaires préférant d'autres pays moins exigeants quant aux normes de sécurité et de sécurité sanitaire et environnementale. Les ouvriers, qui ont été jusqu'à 40 000 dans les années 1990, ne sont plus que 3 000 à 4 000 ouvriers vers 2010, à cause de la concurrence de chantiers bangladais et chinois notamment.

## Environnement
Avec le démarrage de cette activité de démolition navale en juin 1983 (à la suite de la création en 1982 du site d'Alang-Sosiya), la plage d'Alang, qui était sauvage et naturelle, est devenue très polluée, de même que la zone intertidale et les sédiments marins autour des chantiers de démantèlement, ou en aval, qui sont gravement contaminés par des substances toxiques, dont hydrocarbures, PCB, métaux lourds, résidus d'antifooling, d'amiante, etc.

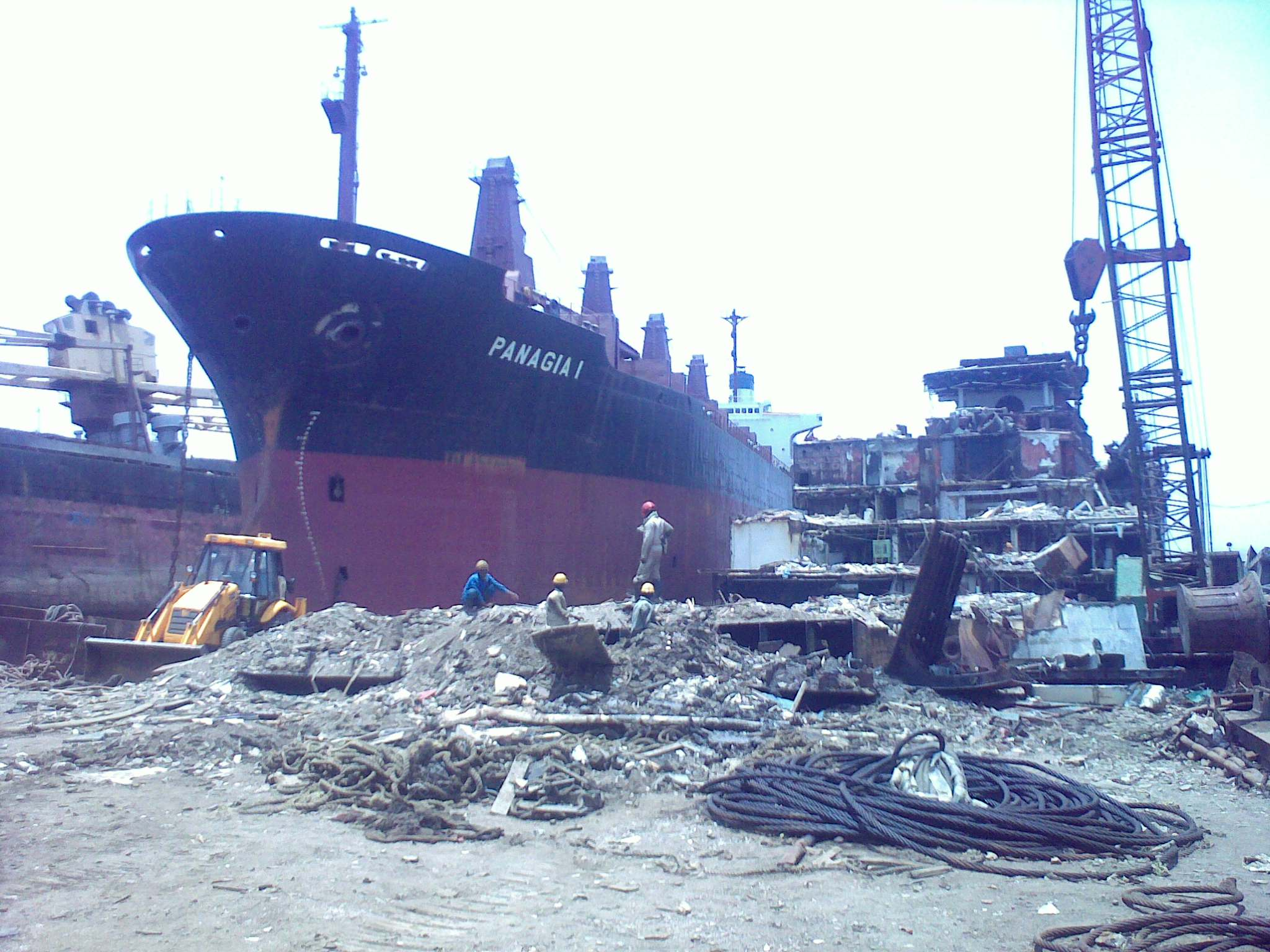
Navires en cours de démantèlement à Alang en 2009.

Plusieurs centaines de navires sont arrivés chaque année sur ce site depuis plus de deux décennies.
- Les analyses de sédiments grossiers ou fins, faites près des carcasses de navires en démolition et à 5 km de distance (avec une station de référence à 60 km de distance près de Mahuva, vers le sud), ont montré[3] la présence de métaux toxiques ou indésirables (Cd, Co, Cu, Cr, Fe, Mn, Ni, Pb, Zn et Al) ainsi que de carbone organique (COT, indice de fuites de carburants). À Alang-Sosiya, des taux préoccupants de métaux lourds étaient déjà mesurés au début des années 2000[3] : les taux de fer, manganèse, cobalt, cuivre, zinc, plomb, cadmium, nickel et mercure étaient de 25 à 15 500 % plus élevés sur le littoral d'Alang que sur le site témoin de Piram et les taux de métaux lourds mesuré sur le littoral d'Alang étaient partout toujours supérieurs aux concentrations mesurées à 10 km en mer[4] ;
- Les taux d'hydrocarbures pétroliers étaient de 16 973 % plus élevés sur le littoral et à 53 900 % plus élevés à 10 km en mer par rapport aux sites témoins.
- Les concentrations en chlorophylle a et en phéophytine étaient très faibles (non détectables, dans la gamme comprise entre <0,2 et <0,1 mg/m3), beaucoup plus faibles que dans les stations témoins[4] ;
- On observe aussi une contamination microbienne de la colonne d'eau avec des dosages de coliformes totaux, Escherichia coli, Vibrio cholerae, Vibrio parahaemolyticus et autres Vibrio ou encore de Streptococcus faecalis, Shigella, Salmonella, Proteus et Klebsiella toujours plus élevé (+17 % à +605 %) sur le littoral d'Alang que sur les sites de contrôle. Une même tendance a été observée à 10 km d'Alang. Des problèmes similaires sont constatés dans les sédiments (avec les mêmes tendances de variation)[4] ;
- Le phytoplancton est légèrement plus dense à 10 km de la côte d'Alang que près du rivage, mais on observe une forte différence pour le zooplancton : perte de 10 à 16 % du zooplancton à Alang[4].

- La contamination environnementale connaît des variations liées aux marées et aux saisons. Les taux d'hydrocarbures pétroliers et de métaux lourds mesurés au début des années 2000 dans l'eau de mer sont plus élevés en hiver qu'en saison estivale et de mousson (dilution)[1]. Comparativement au point de référence de Mahuva (à 60 km vers le sud), les hydrocarbures totaux et HAP sont environ trois fois plus concentrés dans l'eau en hiver et deux fois plus durant la mousson ou en été à Along-Sosiya et environ deux fois en toutes saisons dans les eaux de deux stations de suivi situées de part et d'autre à 5 km du site[1]. 
En outre, les taux d'hydrocarbures pétroliers sont en corrélation avec la salinité (comparés à ceux d'autres régions)[1]. 
La concentration en métaux (pour tous les métaux) est la plus élevée en hiver, puis durant la mousson, puis en été[1].

Plusieurs pays ont récemment voté une législation imposant le traitement des épaves dangereuse dans le pays d'origine ou un nettoyage des épaves (désamiantage en particulier) pour mieux protéger la santé des travailleurs employés sur ce type de chantier. Greenpeace a plusieurs fois attiré l'attention sur les dégâts sanitaires et environnementaux de ce type d'activité. Près d'une trentaine de chantiers ont d'ailleurs été fermés pour des raisons environnementales par les autorités indiennes.

En décembre 2011, l'association française Robin des bois a dénoncé un contournement facile de la loi via la revente à des entreprises complaisantes. Par exemple, l'ancien ferry transmanche Renoir (130 mètres de long), construit aux Ateliers et Chantiers du Havre en 1981 sous le nom de Côte d'Azur, a cessé son service en 2009, puis a été racheté par une entreprise allemande de services maritimes, rebaptisé Eastern Light et repavillonné au Bélize, et enfin envoyé en Inde pour être démantelé.
En 2005, le porte-avions français Clemenceau devait finir à Alang, avant que le Conseil d'État n'interdise son désamiantage en Inde.